# Ernesto Jara Castro
Ernesto Jara Castro (*Villavicencio, Meta) es un político colombiano quien ocupó el cargo de alcalde de Villavicencio, fue el último intendente nacional y el primer gobernador del departamento del Meta. Especial reconocimiento a este personaje pues fue el primer villavicense en ser asignado a la intendencia de este departamento.

## Biografía
Nació en Villavicencio, del hogar formado por don Diego Jara y la matrona Efijenia Castro. Huérfano a temprana edad, el dolor forjó su temperamento como un excelente estudiante y un hombre de carácter.
Su vocación más fuerte fue el magisterio, desempeñándola con especial agrado y talento. Sin embargo el servicio a la comunidad lo llevó a ocupar cargos públicos en la administración regional. Inicialmente manejo la secretaría general de la Intendencia del Meta, además de ocupar luego el cargo de intendente y de gobernador (1960 - 1961). Posterior a esto ocupó el cargo de secretario de educación en el gobierno departamental de Gabriel López Gonzáles (1970 - 1973). Fue rector de la escuela nacional de comercio. Director del instituto Politécnico en Bogotá. Gestor importante de la creación de la Universidad de los Llanos, además de ser el primer rector que tuvo dicha universidad.
| Predecesor: El mismo como intendente nacional | Gobernador del Meta 1960 - 1961      | Sucesor: Camilo Castro Chaquea |
| Predecesor: Luis Carlos Echandia              | Alcalde de Villavicencio 1943 - 1944 | Sucesor: Alberto Blanco Godoy  |